# Nedim Gürsel
Nedim Gürsel (ur. 5 kwietnia 1951 w Gaziantepie) – turecki pisarz.

## Kariera
Karierę literacką rozpoczął w latach 60. od publikowania opowiadań w czasopismach. W 1970 ukończył szkołę Galatasaray w Stambule, a w 1974 studia z zakresu współczesnej literatury francuskiej na paryskiej Sorbonie. W 1979 obronił pracę doktorską z zakresu literatury porównawczej. Jego rozprawa doktorska stanowiła porównanie twórczości Louisa Aragona i Nâzıma Hikmeta.
W 1976 opublikował zbiór opowiadań Lato bez końca, za który otrzymał nagrodę przyznawaną przez Turecką Akademię Literatury. Po przewrocie wojskowym 1980 trybunał wojskowy uznał, że w swoich opowiadaniach Gürsel oczernia armię turecką. Mimo iż sąd odrzucił oskarżenia skierowane przeciwko pisarzowi, jego kolejne powieści nie ukazywały się w Turcji przez kilka lat. Gürsel wyjechał do Francji, gdzie uzyskał obywatelstwo francuskie i wykłada współczesną literaturę turecką na Sorbonie.
W 2004 został wyróżniony nagrodą Fernand Rouillon. W 2008 Gürsel opublikował powieść Córki Allaha, której akcja rozgrywa się w VI w. Rok później inżynier Ali Emre Bukagjili skierował do sądu pozew przeciwko autorowi twierdząc, że obraza Mahometa, jego żon i Koranu stanowi zakazaną przez prawo obrazę religii i wzniecanie nienawiści na podłożu religijnym. Gürselowi groziła kara co najmniej roku więzienia, jednakże został uniewinniony. Sam pisarz komentując sprawę stwierdził: „To jest powieść, a nie jest możliwe, by powieści popełniały zbrodnie”.

## Dzieła
- 1975: Uzun Sürmüs Bir Yaz (Lato bez końca)
- 1976: Ilk Kadin (Pierwsza kobieta)
- 1986: Sevgilim Istanbul (Istambuł moja miłość)
- 1986: Son Tramvay (Ostatni tramwaj)
- 1991: Saint Nazaire Günlügü (Dziennik z Saint-Nazaire)
- 1995: Boğazkesen, Fatih’in Romanı (Zdobywca: rzecz o zdobyciu Konstantynopola)
- 1996: Balkanlara Dönüs (Powrót na Bałkany)
- 2008: Allah'in Kizlari (Córki Allaha)